# 季托夫卡河

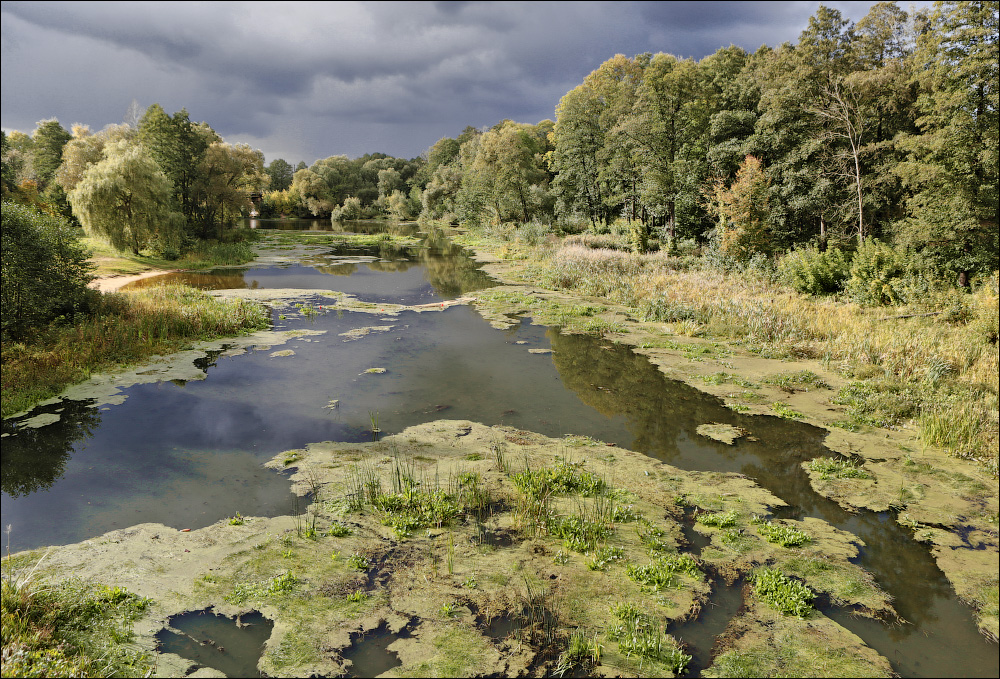
季托夫卡河

季托夫卡河（白俄羅斯語：Цітаўка）是白俄羅斯的河流，屬於斯維斯拉奇河的右支流，由明斯克州負責管轄，河道全長33公里，流域面積372平方公里，發源自普齊奇河，流經中別列津平原。